# Kalibaru (Tengah Tani)
Kalibaru is een bestuurslaag in het regentschap Cirebon van de provincie West-Java, Indonesië. Kalibaru telt 4263 inwoners (volkstelling 2010).